# Edisson Jordanov
Edisson Jordanov (bulgarisch Едисон Йорданов, * 8. Juni 1993 in Rostock) ist ein bulgarisch-deutscher Fußballspieler, der als Rechtsfuß insbesondere im zentralen Mittelfeld einsetzbar ist, aber auch die Außenpositionen einnehmen kann. Zu Beginn seiner Laufbahn spielte er für Hansa Rostock in der 2. Bundesliga sowie der 3. Liga. Obgleich er auch fünf Spiele für die Jugendnationalmannschaften des DFB bestritten hat, entschied sich Jordanov, künftig für Bulgarien aufzulaufen.

## Karriere

### Kindheit und Jugend
Edisson Jordanov wurde 1993 als Sohn seines aus Bulgarien nach Deutschland eingewanderten Vaters Latchezar und seiner Mutter Carina in Rostock geboren. Er wuchs jedoch im niedersächsischen Uelzen auf, wo er im Alter von sieben Jahren dem Sportverein des Ortsteils Holdenstedt beitrat. Später kehrte Jordanov nach Mecklenburg zurück, indem er zum FC Eintracht Schwerin wechselte und zeitweise in dessen Internat wohnte. 2006 wechselte Jordanov zum Beginn seiner C-Jugend-Zeit in seine Geburtsstadt zum F.C. Hansa Rostock.
Auch in Rostock wohnte Jordanov zunächst im Internat des Vereins und besuchte die CJD Christophorusschule. Zusätzlich wurde er bald zum Kapitän seiner Mannschaft und geriet im Frühjahr 2008 schließlich in den Fokus des Deutschen Fußball-Bundes. Am 11. Juni 2008 debütierte Jordanov daraufhin mit einer Einwechslung gegen Polen für die deutsche U-15-Auswahl, wobei dies das einzige Spiel der Auswahl in dieser Spielzeit darstellte. Im September 2008 spielte Jordanov dann noch in den Partien der U-16-Auswahl gegen Belgien und Mazedonien, bevor er zunächst nicht mehr in den Jugendnationalteams eingesetzt wurde.
Im Verein war Jordanov mittlerweile in die B-Jugend aufgerückt, in der er unter Trainer Roland Kroos in den Spielzeiten 2008/09 und 2009/10 der U-17-Bundesliga insgesamt elf Tore in 48 Einsätzen erzielte, mit der Mannschaft aber jeweils lediglich den vierten Platz belegte. Anschließend rückte er noch im Juni 2010 in die von Michael Hartmann trainierte A-Jugend Hansas auf, die in der Saison 2009/10 den ersten Platz ihrer A-Junioren-Bundesliga-Staffel belegt und sich somit für die Endrunde um die Deutsche A-Jugendmeisterschaft qualifiziert hatte. So kam Jordanov sowohl in den Halbfinals gegen Mainz als auch im Finale gegen Leverkusen jeweils per Einwechslung ins Spiel und hatte somit Anteil an der schließlich gewonnenen Meisterschaft.
2010/11 konnte die nun unter Roland Kroos spielende Rostocker A-Jugend nicht mehr an den Erfolg des Vorjahres anknüpfen und belegte lediglich den fünften Rang der Abschlusstabelle ihrer Staffel, doch hatte sich Jordanov mit drei Toren in 26 Einsätzen als Leistungsträger der Mannschaft etablieren können. Im DFB-Junioren-Vereinspokal erreicht die Mannschaft zudem das Finale 2011, unterlag aber gegen den SC Freiburg im Elfmeterschießen.

### Anfänge bei Hansa Rostock
In der Spielzeit 2011/12 lief Jordanov zunächst als Kapitän für Rostocks A-Jugend auf und erzielte während der Hinrunde sieben Tore binnen zwölf Einsätzen. Gleichzeitig wurde er aber auch im Training und in Freundschaftsspielen in die Rostocker Profimannschaft unter Trainer Peter Vollmann eingebunden, die zuvor nach einem Jahr in der 3. Spielklasse den Wiederaufstieg in die 2. Bundesliga erreicht hatte. In der Zweitliga-Saison 2011/12 war die Mannschaft allerdings in erneute Abstiegsgefahr geraten, weshalb Vollmann im Dezember 2011 durch Wolfgang Wolf ersetzt wurde.
Unter Wolf absolvierte Jordanov daraufhin die Vorbereitung auf die Rückrunde mit der Profimannschaft und stand schließlich beim Rückrundenauftakt am 5. Februar 2012 in Bochum in der Startaufstellung. Im weiteren Verlauf der Saison kam Jordanov noch zu weiteren elf Einsätzen in Rostocks Profimannschaft, obgleich er zwischenzeitlich auch für die Reservemannschaft sowie weiterhin auch für die A-Jugend spielte. Hierdurch wurde auch der Fußballbund erneut auf Jordanov aufmerksam, so dass dieser am 17. April 2012 für die deutsche U-19-Auswahl gegen Tschechien sein erstes Länderspiel seit über drei Jahren bestritt und nachfolgend auch für die Qualifikationsspiele zur U-19-Europameisterschaft 2012 nominiert wurde.
Mit Rostock stieg Jordanov unterdessen in die 3. Liga ab, woraufhin der VfB Stuttgart Interesse an einer Verpflichtung Jordanovs zeigte. In Medienberichten wurde dabei eine mögliche Ablösezahlung in Höhe von 200.000 Euro vermutet und im weiteren Verlauf auch über einen möglichen Wechsel Jordanovs zu Werder Bremen berichtet. Letztlich verblieb Jordanov aber in Rostock, wo er zunächst unter Trainer Wolf, dann ab dem neunten Spieltag unter Marc Fascher zum Stammspieler wurde, bis er sich am elften Spieltag einen Kreuzbandriss zuzog. Erst im April 2013 lief Joradanov daraufhin wieder für Rostock auf, wobei er zunächst in der Reservemannschaft und schließlich an drei der letzten vier Spieltage der Drittliga-Saison 2012/13 in der Profimannschaft eingesetzt wurde. Jordanov, dessen Vertrag bei Hansa zum Saisonende auslief, wurde daraufhin erneut vom VfB Stuttgart und Werder Bremen sowie dem Hamburger SV umworben. Ende Mai 2013 entschied er sich jedoch, zu Borussia Dortmund zu wechseln.
Kurz zuvor hatte sich Jordanov bereits dafür entschieden, künftig für die Auswahlmannschaften des Bulgarischen Fußballverbandes aufzulaufen. Eine erste Nominierung, im Juni 2013 an den Europameisterschafts-Qualifikationsspielen der bulgarischen U-21 teilzunehmen, sagte Jordanov jedoch terminbedingt ab.

### Weitere deutsche Vereine
In Dortmund erhielt Jordanov einen Zwei-Jahres-Vertrag und war zunächst für die Reservemannschaft vorgesehen, die in der Saison 2013/14 ebenso wie Hansa in der 3. Liga spielte.
Am 12. Mai 2015 wurde bekannt, dass Jordanov ab der Saison 2015/16 bei den Stuttgarter Kickers spielen wird.
Nachdem er mit den Kickers in die Regionalliga abgestiegen war, wechselte er im Sommer 2016 zu Preußen Münster.

### F91 Düdelingen & Europa League
In der Winterpause 2016/17 schloss sich Jordanov dem luxemburgischen Erstligisten F91 Düdelingen an. Mit dem Verein konnte er dreimal die Meisterschaft sowie zweimal den Pokalsieg feiern und nahm an der Gruppenphase der Europa League 2018/19 teil.

### Belgien
Ab dem Sommer 2019 stand er beim belgischen Zweitligisten Royal Excelsior Virton unter Vertrag. In der Saison 2019/20 bestritt er 24 von 28 möglichen Spielen für Virton. Nachdem Virton für die neue Saison 2020/21 keine Lizenz für die Division 1B erteilt wurde, weigerte sich Jordanov (wie weitere Spieler), künftig für Virton in der 2. Division Amateure Wallonie zu spielen. Ende September 2020 unterschrieb er einen neuen Vertrag beim Ligakonkurrenten Royale Union Saint-Gilloise für den Rest der Saison 2020/21 mit der Option der Verlängerung für eine weitere Saison. Insgesamt bestritt Jordanov 22 von 23 möglichen Spielen für Saint Gilliose, die die Saison 2020/21 als Erster der Division 1B beendeten und somit zur neuen Saison in die Division 1A aufsteigen. Nach Saisonende gab der Verein bekannt, dass er den Vertrag mit Jordanov nicht verlängert.
Daraufhin wechselte er weiter zum Zweitligisten KVC Westerlo, wo er einen Vertrag mit einer Laufzeit bis Sommer 2023 mit der Option der Verlängerung für ein weiteres Jahr unterschrieb. In der Saison 2021/22 bestritt Jordanov 21 von 28 möglichen Ligaspielen für Westerlo, in denen er ein Tor schoss, sowie ein Pokalspiel. In dieser Saison wurde Westerlo Meister der 2. Division, so dass Jordanov mit dem Verein zur Saison 2022/23 in die Division 1A aufstieg. In der Saison 2022/23 waren es 26 von 40 möglichen Ligaspielen, in denen er ein Tor schoss, sowie zwei Pokalspiele. In der nächsten Saison waren es 18 von wiederum 40 möglichen Ligaspielen. Anfang Juli 2023 wurde sein Vertrag bis zum Ende der Saison 2024/25 verlängert. In dieser Saison 2024/25 wurde er nur bei 4 von 40 möglichen Ligaspielen und einem Pokalspiel eingesetzt.

## Erfolge
- Luxemburger Meister: 2017, 2018, 2019
- Luxemburger Pokalsieger: 2017, 2019